# Universidade Internacional da Flórida

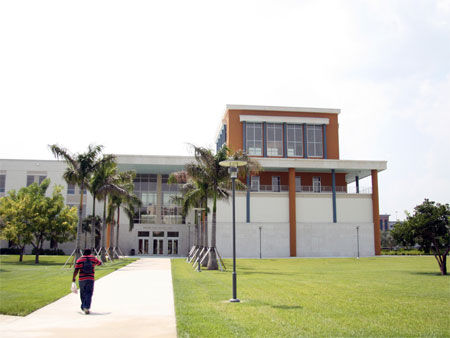

A Universidade Internacional da Flórida (em inglês:  Florida International University - FIU) é uma instituição de educação superior pública estadunidense localizada em Miami, no estado da Flórida. Uma das maiores e mais respeitadas universidade do país e do estado, foi fundada em 1972 e já formou mais de 100 mil profissionais. Atualmente, oferece mais de 200 programas acadêmicos, além de possuir 27 centros de pesquisas. Tem cerca de 40 mil alunos nos cursos de graduação e pós-graduação.